# Sarah Zucker

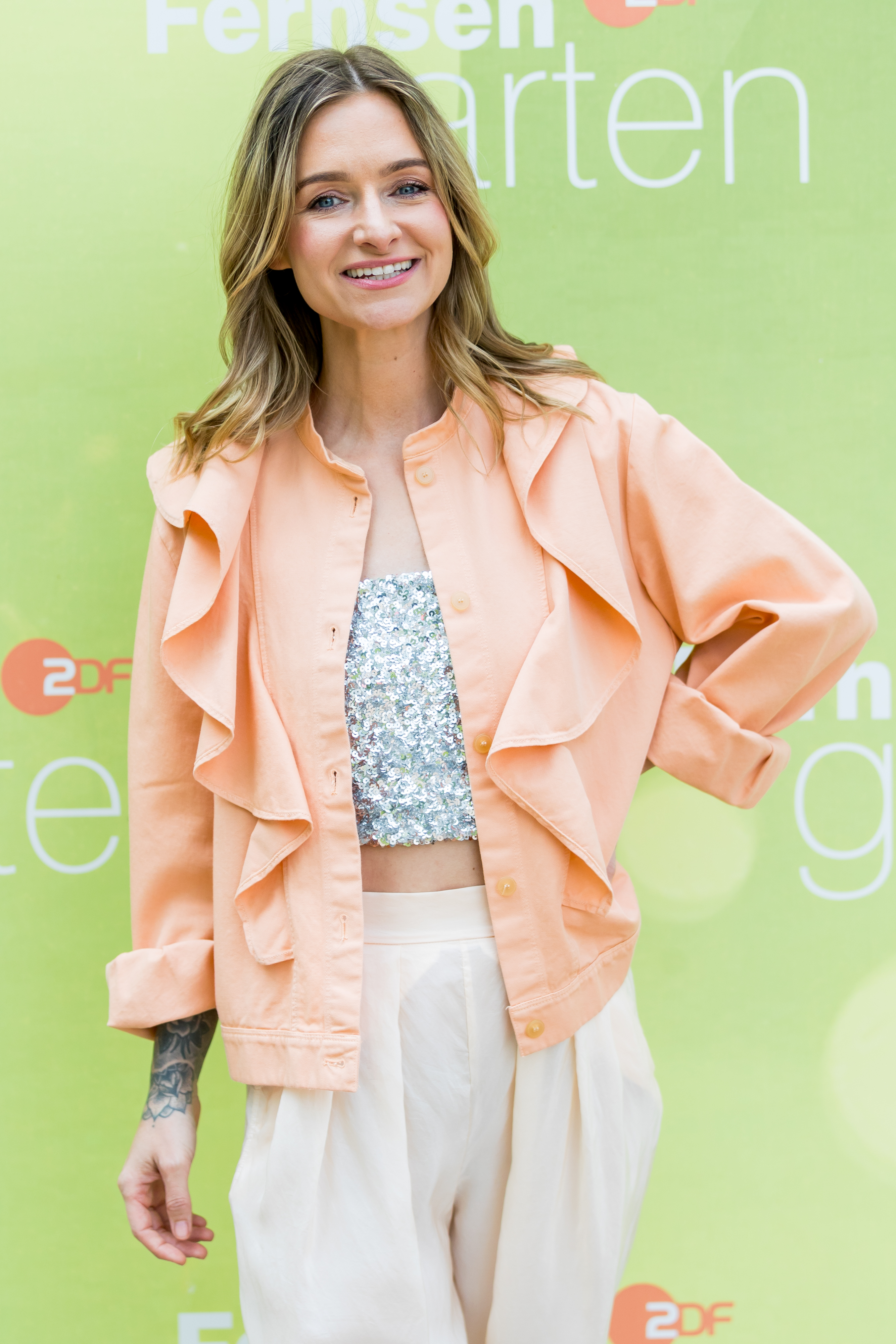
Sarah Zucker 2025

Sarah Zucker (bürgerlich Sarah Maria Fritsch; * 20. August 1990 in Laichingen) ist eine deutsche Sängerin.

## Leben
Sarah Zucker wurde in Laichingen in Baden-Württemberg geboren, Anfang der 1990er-Jahre kehrte sie mit ihrer ursprünglich in Ost-Berlin lebenden Familie nach Berlin zurück, wo sie mit ihren älteren Brüdern Manuel und Ben aufwuchs. Ben Zucker ist ebenfalls als Schlagersänger tätig. Sie studierte Kindheitspädagogik und war bis 2019 als Kindheitspädagogin in Berlin tätig.
Ihr Bühnendebüt gab sie 2018 gemeinsam mit ihrem Bruder Ben. Im Juni 2020 veröffentlichte sie die Single Zeit um zu gehen, mit der sie in der von Florian Silbereisen präsentierten Sendung Schlagerlovestory.2020 – Das große Wiedersehen ihr Fernsehdebüt gab. Ebenfalls im Juni 2020 trat sie im ZDF-Fernsehgarten auf, wo sie ihr Lied Zeit um zu gehen und gemeinsam mit Ben das Duett Ça va, ça va präsentierte.
Am 24. Juli 2020 erschien ihr Debütalbum Wo mein Herz ist, das auf Platz 14 der deutschen Albumcharts einstieg. Auf dem Album finden sich mit Perfekt und Ça va ça va auch zwei Duette mit Bruder Ben. Für das Album arbeitete sie unter anderem mit Philipp Dittberner an den Songs.
Ende Juli 2020 war sie in der von Silbereisen moderierten ORF/MDR-Sendung Schlager, Stars & Sterne – Die große Seeparty in Österreich zu sehen, im August 2020 in Silbereisens Schlager des Sommers – Die Märchenschloss-Nacht sowie in Roland Kaisers Show Liebe kann uns retten und der Schlagerparty mit Ross Antony. Im September 2020 war sie erneut im ZDF-Fernsehgarten sowie bei Stars in der Wachau mit Barbara Schöneberger und Alfons Haider zu Gast.
In der RTL-Fernsehserie Unter uns hatte sie im November 2020 einen Gastauftritt. Im August 2021 veröffentlichte sie die Single La vie est belle, die sie Ende August 2021 im ZDF-Fernsehgarten präsentierte, und sang mit Florian Silbereisen das Duett Das bleibt immer ein Geheimnis in der MDR-Sendung Schlagerstrandparty. Am 13. November 2021 feierte sie mit Un deux trois in der Giovanni-Zarrella-Show im ZDF Fernsehpremiere.
Gemeinsam mit Marina Marx veröffentlichte sie Anfang 2022 die Single Übermorgen. Ihre Single Wir tanzen um die Welt präsentierte sie im Mai 2022 in der MDR/ORF-Sendung Die Gartenparty der Stars und im Juni 2022 im ZDF-Fernsehgarten.
Roland Kaiser wählte sie aus, um ihn im Sommer 2023 auf seiner Open-Air-Tour Alles OK! durch Deutschland zu begleiten. Ihrem Partner, dem Buchautor und Texter Martin Werner, widmete sie den Song Mein Weihnachten bist du, er war auch im Musikvideo zu Verlieb mich zu sehen.

## Diskografie
Alben:
- 2020: Wo mein Herz ist

Singles:
- 2020: Zeit um zu gehen
- 2021: La vie est belle[26]
- 2021: Un deux trois[19]
- 2022: Übermorgen[21] (mit Marina Marx; #19 der deutschen Single-Trend-Charts am 4. Februar 2022[27])
- 2022: Wir tanzen um die Welt[28]
- 2023: Côte d’Azur[29][30]
- 2024: Verlieb mich[31] (Autoren: Julian Neumann, Filippo Grasso und Julian Reim)[32]
- 2024: Cabriolet [33]
- 2024: Mein Weihnachten bist du[34]
- 2025: Wenn’s Liebe ist[35]